# Egesina basirufa
Egesina basirufa là một loài bọ cánh cứng trong họ Cerambycidae.